# Tichá revoluce
Tichá revoluce je pojem, který do sociologie a politologie zavedl v 70. letech minulého století americký politolog a sociolog Ronald F. Inglehart. Jedná se o postupný proces transformace hodnot obyvatel vyspělých civilizací z hodnot materiálních (bezprostřední potřeby, orientace lidí na ekonomickou prosperitu, hmotné bezpečí, stabilní ekonomický růst, dodržování sociálního pořádku) na hodnoty postmateriální (kvalita života, seberealizace, smysl pro komunitu) zapříčiněný socioekonomickými změnami. Důsledkem tiché revoluce tedy může být klesající důraz na ekonomický růst a naopak rostoucí důraz na lidské cíle (ochrana životního prostředí, orientace na svobodnou seberealizaci jedince, důraz občanů na možnost více se podílet na důležitých vládních rozhodnutích, více ovlivňovat správu věcí veřejných v bezprostředním okolí, žít v kvalitním životním prostředí, ve snaze změnit neosobní aspekt života společnosti vytvářet humánnější společnost). 

## Příčiny a důsledky tiché revoluce
Hlavní socioekonomické změny, které zapříčinily tichou revoluci, jsou dle Ingleharta ekonomický a technologický rozvoj a absence totální války během poslední generace. Dalšími jsou například zvyšující se úroveň vzdělání nebo rozvoj hromadných sdělovacích prostředků a geografické mobility. Tyto změny zapříčinily změny hodnot (empatie, potřeba někam patřit) a zkušeností (schopnost vypořádat se s politikou v národním měřítku) u jednotlivců. 
Lidé mají tendenci klást vysoký důraz na potřeby, kterých se jim nedostává. Tedy, pokud vycházíme z Maslowovy pyramiday pořeb, mají-li zajištěné potřeby materiální, začnou se soustředit na ty nemateriální. 
Inglehart využívá dvou hypotéz. Dle hypotézy vzácnosti plynou potřeby individua z konkrétního prostředí. V období ekonomického růstu se společnost tedy bude orientovat na hodnoty postmaterialistické a v období úpadku spíše na hodnoty materialistické. Zároveň se ale, podle hypotézy socializace, nemění „přes noc“. Celý život si zachováváme hodnoty vytvořené během formativních let, proto se postmaterialistické hodnoty vyskytují především u mladé generace. 
Důsledky přesunu společnosti k postmateriálním hodnotám vidí Inglehart například ve změně převládajících politických problémů (práva žen, ekologie), v úbytku třídních konfliktů a naopak nárůstu politických konfliktů nebo ve snížení důrazu na národní prosperitu a růstu nadnárodních aliancí. Dále se mění i účast na politickém dění z elitami řízené (elity organizují politickou účast mas přes politické strany nebo odborové organizace) na elity vyzývající (tento způsob dává masám možnost utvářet vlastní rozhodnutí, ne jen vybírat mezi rozhodnutími elit). 
Postmateriální způsob myšlení se do politické sféry promítnul zásadně. Dle výzkumů pochází postmaterialisté především ze střední třídy a podporují takové politické strany, které mají ve svém programu zabudovanou změnu, přesto, že by na základě svého třídního původu měli volit strany konzervativní. To, společně s přesunem části dělnické třídy doprava (k hodnotám industriálním), rozbíjí tradiční vzorec. Postmaterialisté se orientují na hodnoty, které industriální společnost považovala za nedůležité, tedy na nově definované levicové politické proudy (například strany s ekologickým zaměřením). 
„Bohatší společnosti produkují s vysokou pravděpodobností postmaterialisty, ale po patřičném časovém období mají postmaterialistické společnosti nejnižší míry ekonomického růstu. Dlouhodobým výsledkem je to, že vysoká míra růstu vede nakonec k nižší míře růstu. Prosperita plodí kulturní posun k postmaterialistickým hodnotám, jež nakonec vedou k méně intenzivnímu důrazu na ekonomický růst.“ 

## Inglehartův výzkum pojmu

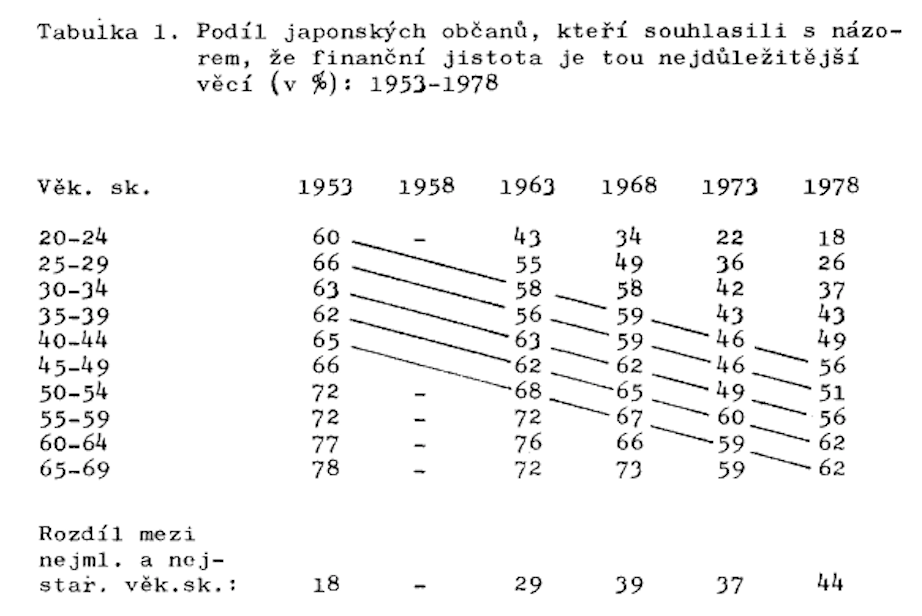
Obrázek 1: Podíl japonských občanů, kteří souhlasili s názorem, že finanční jistota je tou nejdůležitější věcí

Inglehart svou teorii poprvé testoval v letech 1970 a 1971 na evropských datech z výzkumu veřejného mínění. Konkrétně z materiálů zpracovaných Evropským společenstvím na základě dat získaných v Belgii, Itálii, Francii, Holandsku, SRN a Velké Británii. Pomocí těchto dat se pokusil zjistit, zda zastává respondent hodnoty materialistické či postmaterialistické. Výsledek byl jednoznačný, méně materialistické orientace bylo zjištěno ve společnostech zemí, které dlouhodobě ekonomicky prosperovaly. 
Inglehart si uvědomoval, že dotazník není adekvátním zdrojem informací, hledal tedy jinou metodu, jak svou myšlenku prokázat. Pomohla mu k tomu data z let 1953 až 1978, která každých pět let sbírala japonská vláda. Japonsko zvolil protože je jedním z nejvýraznějších příkladů vývoje moderní historie, kde došlo k přeměně z chudoby k blahobytu prakticky v jedné generaci. Výsledkem nebyla konkrétní čísla, která by prokazovala, že s vyšším rokem narození klesá počet materialistů ve společnosti, ale data nastiňovala, že tomu tak doopravdy je. V obrázku 1 jsou uvedeny výsledky této studie. Procento lidí, kteří považují peníze za důležité, bylo ve všech zkoumaných letech nejnižší u nejmladších respondentů. To koresponduje se zjištěním z prvního zkoumání, a tedy, že většinově napříč společností sice převažovaly hodnoty materialistické, ale u nejmladší skupiny respondentů tomu bylo naopak. 

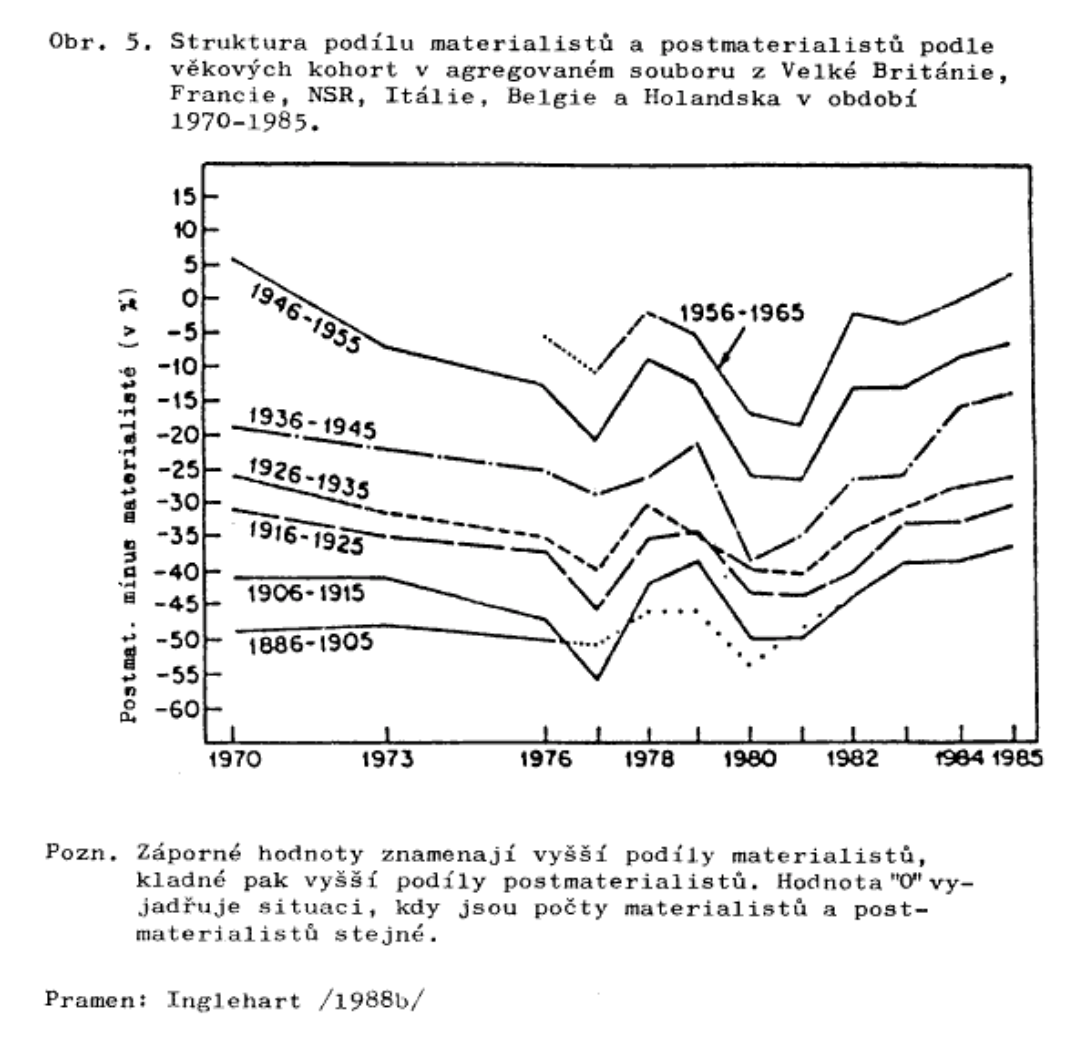
Obrázek 2: Struktura podílu materialistů a postmaterialistů podle věkových kohort v agregovaném souboru z Velké Británie, Francie, NSR, Itálie a Holandska v období 1970–1985

To však Inglehartovi na potvrzení předpokladu nestačilo a ve svém výzkumu pokračoval. V 70. a 80. letech 20. století provedl sérii výzkumů v šesti evropských zemích. V průběhu 15 let nasbíral okolo 150 000 záznamů o lidech pocházejících z Velké Británie, Francie, Belgie, Holandska, NDR a Itálie. Tyto záznamy jasně korespondují s Inglehartovým předpokladem. Výsledky studie jsou uvedeny v obrázku 2. Hlavní potvrzení předpokladu spočívá ve skutečnosti, že žádná z věkových skupin nemá v průběhu svého života sklon se chovat více materialisticky než v dřívějších fázích života, a že jednotlivé kohorty mají s přibývajícími roky tendenci být méně materialistické. Potvrzuje se tak růst postmaterialismu napříč společnostmi a tento vzorec odráží, jak tvrdí Inglehart, intergenerační změnu hodnot.  
V testovaných společnostech bylo v roce 1985 celkově 34 % dospělé populace čistých materialistů. Dalších 11 % obyvatelstva těchto společností bylo považováno za čistě postmaterialistické. Zbývajících 55 % tvořily typy smíšené. Jak je z těchto vidět vidět, hodnoty materialistické ve společnostech stále převažovaly, avšak poměr, který vznikl mezi těmito dvěma typy lidí se v jednotlivých národech výrazně měnil. Celkově činil v testovaných státech ve starších generacích 10:1, v těch, které se narodily v poválečné relativní jistotě pak 1:1. Inglehart tvrdil, že tento trend není z důvodu podceňování či nevážení si hmotného blahobytu u mladých lidí, avšak z postupné přeměny podmínek, ve kterých vyrůstají. 

## Tichá revoluce dle dalších sociologů
Podobnou skutečnost popsali také sociologové Daniel Bell a Alvin Toffler. 
Daniel Bell ve svém díle The Coming of Post-Industrial Society z roku 1973 předložil a popsal svou teorii postindustriální společnosti. Za základ ekonomického systému považoval spíše produkci informací než samotnou výrobu zboží. Nejprve během industriální éry cílila společnost spíše na ekonomický růst, poté však přišla epocha postindustriální, kde se stala klíčovou výměna informací. Třídy ve společnosti Bell nedělí podle hodnoty vlastnictví a majetku, ale podle přístupu k informacím. 
Také Alvin Toffler v roce 1980 rozdělil vývoj společnosti na tři vlny. V první vlně neexistovalo členění na výrobce a spotřebitele. Lidé byli odkázáni na to, co si sami dokázali ulovit a obstarat. Přechod z první vlny do druhé datuje Toffler přibližně na období před deseti tisíci lety, kdy s rozvojem specializací přišly prvopočátky civilizace. I přestože druhá vlna přinesla pokrokové stroje, které lidem usnadňovaly práci, vždy to byly pouze stroje, které zpracovávali a upravovaly materiál. Třetí vlna nastala společně s průmyslovou revolucí, po které následovala éra industrialismu. Charakterizují ji technologické revoluce, výměna informací, inteligence strojů, atd. Ve třetí vlně se dle Tofflera vyspělé státy nacházejí právě nyní a pokouší se vytvořit kombinaci předešlých dvou vln. 